# 24 (getal)
24 (vierentwintig) is het natuurlijke getal volgend op 23 en voorafgaand aan 25.

## In de wiskunde
Vierentwintig is:
- de faculteit van 4 en een samengesteld getal, de zuivere delers zijn 1, 2, 3, 4, 6, 8 en 12, waardoor het een hogelijk samengesteld getal is. Als je een van ieder van de delers aftrekt (behalve 1 en 2, maar inclusief zichzelf) levert dit een priemgetal op; 24 is het grootste getal met deze eigenschap.
- een nonagonaal getal.
- de som van een priemtweeling (11 + 13).
- een Harshadgetal en
- een semi-meandrischgetal.

Er zijn 10 oplossingen voor de vergelijking φ(x) = 24, namelijk 35, 39, 45, 52, 56, 70, 72, 78, 84 en 90. Dit is meer dan ieder natuurlijk getal kleiner dan 24, waardoor 24 een hogelijk totiënt getal is, zie totiënt getal.

## In natuurwetenschap
- Het atoomnummer van chroom
- De E24-reeks bevat 24 waarden per decade

## In de tijdsrekening
- Vierentwintig uur (24.00 uur) is twaalf uur in de nacht.
- Vierentwintig is het aantal uren in een dag
  - zie ook: 24/7 (bedrijfstijd)

## Overig
Vierentwintig is:
- het aantal cycli in het Chinese zonnejaar
- het aantal karaat van zuiver goud
- het aantal letters in zowel het modern als het klassieke Griekse alfabet
Daarom zijn er 24 hoofdstukken of "boeken" van Homerus' Odyssee en Ilias
- het totale aantal van majeur- en mineurtoonsoorten in Westerse tonale muziek, exclusief enharmonische equivalenten
Daarom is er een verzameling zoals Chopins 24 Preludes en natuurlijk de 24 preludes en fuga's in Bachs Wohltemperiertes Klavier.
- het jaar 24 B.C., het jaar A.D. 24, 1924 of 2024
- de naam van een populaire Amerikaanse actieserie die exact 24 uur duurt inclusief reclame
- het aantal flessen in een standaard bierkrat
- het spel 24games

## In het Nederlands
- Vierentwintig is een hoofdtelwoord.